# Grand Rapids (Minnesota)
Grand Rapids ist eine Stadt (mit dem Status „City“) und Verwaltungssitz des Itasca County im US-amerikanischen Bundesstaat Minnesota. Das U.S. Census Bureau hat bei der Volkszählung 2020 eine Einwohnerzahl von 11.126 ermittelt.

## Geografie
Die Stadt ist nordöstlich im Bundesstaat am Rande der Mesabi Range gelegen. Duluth liegt etwa 125 Kilometer südöstlich von Grand Rapids, die Großstädte Minneapolis-St. Paul sind etwa 273 Kilometer entfernt. Durch die Stadt fließt der Mississippi River. Nach Angaben des United States Census Bureau beträgt die Fläche der Stadt 8,1 Quadratkilometer, davon sind 0,8 Quadratkilometer Wasserflächen.

## Geschichte
Grand Rapids entstand in den 1870er Jahren als Holzfällerort. Das erste dauerhafte Gebäude wurde 1872 erbaut. Am 11. Juni 1891 wurde Grand Rapids ein Village und erhielt die Stadtrechte im Jahre 1957. Seit dem 8. November 1892 ist es der Verwaltungssitz des Itasca County.
Der Name Grand Rapids wurde von den Stromschnellen des Mississippi, der durch Grand Rapids fließt, abgeleitet.
Heute liegen die Stromschnellen unterhalb des Staudamms der Papierfabrik Blandin. Diese Papierfabrik, heute von UPM geführt, ist ein wichtiger Arbeitgeber in Grand Rapids.

## Demografische Daten
Nach der Volkszählung im Jahr 2010 lebten in Grand Rapids 10.869 Menschen in 4615 Haushalten. Die Bevölkerungsdichte betrug 1488,9 Einwohner pro Quadratkilometer. In den 4615 Haushalten lebten statistisch je 2,2 Personen.
Ethnisch betrachtet setzte sich die Bevölkerung zusammen aus 94,6 Prozent Weißen, 0,6 Prozent Afroamerikanern, 1,9 Prozent amerikanischen Ureinwohnern, 0,6 Prozent Asiaten sowie 0,3 Prozent aus anderen ethnischen Gruppen; 2,0 Prozent stammten von zwei oder mehr Ethnien ab. Unabhängig von der ethnischen Zugehörigkeit waren 1,2 Prozent der Bevölkerung spanischer oder lateinamerikanischer Abstammung.
22,2 Prozent der Bevölkerung waren unter 18 Jahre alt, 57,0 Prozent waren zwischen 18 und 64 und 20,8 Prozent waren 65 Jahre oder älter. 52,5 Prozent der Bevölkerung war weiblich.

Das mittlere jährliche Einkommen eines Haushalts lag bei 41.931 USD. Das Pro-Kopf-Einkommen betrug 25.278 USD. 10,8 Prozent der Einwohner lebten unterhalb der Armutsgrenze.

## Söhne und Töchter der Stadt
- Judy Garland (1922–1969), Filmschauspielerin und Sängerin
- Rick Hill (* 1946), Politiker
- Norman Ornstein (* 1948), Politikwissenschaftler und Hochschullehrer
- Buzz Schneider (* 1954), Eishockeyspieler
- Bill Baker (* 1956), Eishockeyspieler
- Kurt Kleinendorst (* 1960), Eishockeyspieler und -trainer
- Scot Kleinendorst (1960–2019), Eishockeyspieler
- Jeff Nielsen (* 1971), Eishockeyspieler
- Kirk Nielsen (* 1973), Eishockeyspieler
- Steve Wagner (* 1984), Eishockeyspieler
- Alex Goligoski (* 1985), Eishockeyspieler
- Mark Johnson (* 1987), Biathlet
- Adam Johnson (1994–2023), Eishockeyspieler